# Virtual Boy
Virtual Boy (japonsky: バーチャルボーイ, Hepburn: Bācharu Bōi) je 32bitová přenosná herní konzole páté generace od společnosti Nintendo. Tento ambiciózní projekt měl reagovat na zvyšující se popularitu virtuální reality. Konzole se skládá ze stereoskopických brýlí s monochromatickým LED displejem, který umí pomocí parallax efektu navozovat pocit hloubky, a ovladače. Konzole má také EXT port, který měl sloužit pro multiplayer.
I přes své jméno se nejedná o konzoli schopnou opravdové virtuální reality, ale pouze o její imitaci. Původní prototyp displeje pochází z dílny Massachusettské firmy Reflection Technology, Inc. a po zakoupení licence trval Nintendu vývoj ještě čtyři roky. Tým, který Virtual Boye pod krycím jménem VR32 vyvíjel, vedl legendární herní vývojář Gunpei Yokoi, který mimo jiné vytvořil Game & Watch, původní design Game Boye a D-pad.
Prodeje Virtual Boye byly ovšem natolik otřesné, že se konzole přestala distribuovat ani ne rok po jejím vydání. Konzoli nepomohly ani několikeré slevy a komerčně se nikdy neuchytila. Celkově se na konzoli vydalo 22 her.
Hlavní příčiny neúspěchu Virtual Boye tkvěly v její vysoké ceně jakožto handheld konzoli, zdravotním rizikům při delším hraní, podprůměrnému „3D“ efektu a v neposlední řadě celkovému uspěchání jejího vývoje, jelikož Nintendo začalo přemisťovat všechnu svou pozornost na vývoj konzole Nintendo 64.
Dodnes se jedná o komerčně nejneúspěšnější konzoli od Nintenda, jelikož se neprodalo ani milion kusů. Pro srovnání, druhou nejhůře prodávanou konzolí Nintenda je Wii U které se prodalo přes 13 milionů kusů.

## Historie

### Vývoj

#### Private Eye
Původní displey z roku 1985 vznikl z dílny Allena Beckera, který se nadchl pro nápad mít malou přenosnou obrazovku s ostrým obrazem. Jelikož CRT obrazovky byly nevhodné z hlediska napájení a LCD displaye měly příliš drahou výrobu padla volba na LED display. Po založení své firmy Reflection Technology, Inc. (RTI) se soustředil na prototypování a oslovování investorů, ale i přes zájem investorů se pro Private Eye, jak prototypu říkali, nikde nenašlo plnohodnotnou uplatnění. Přelom nastal na začátku 90. let, kdy se v Americe rozjel trend virtuální reality. RTI zareagovalo na trend spojením dvou Private Eye dispayů (každý na jedno oko) do brýlí a vytvořením hry: tankového simulátoru. Hráč se ve hře ocitnul přímo v tanku a otáčením hlavy doleva a doprava se mu měnil i pohled i v kabině tanku. Nápad postupně představili firmám Mattel, Hasbro a Sega. Problém tkvěl v otočením hlavy a otočením na obrazovce – latence způsobovala hráčům migrény, závratě a v horším případě i zvracení.
Celým smyslem ukázky tanku bylo předvést headtracking. Když jste otočili hlavu doprava, to, co jste viděli, se posunulo o odpovídající hodnotu. Naše otáčení bylo příliš pomalé. Nepamatuji si, že by u nás v kanceláři někdo doslova zvracel, ale asi jsme jen měli štěstí.
Benjamin Wells - vědec v RTI
Viceprezident prodeje a marketingu společnosti RTI Steve Lipsey, který se nechtěl vzdát hraní jako možné aplikace pro Private Eye, se spojil s Jackem Plimptonem a v roce 1991 navštívili japonské ústředí Nintenda.

#### VR32
Mezitím v Japonsku, zatímco tým Nintendo Research & Development No. 3 Department (R&D3) se naplno zabývá přípravou Nintenda 64, ostatní týmy mají prostor k experimentování a inovacím. Vedoucí Nintendo Research & Development No. 1 Gunpei Yokoi už pomýšlí na odchod z Nintenda – za 26 let ve firmě se z něj stal vyhlášený herní designer, avšak na začátku 90. let potýká s pocitem, že herní průmysl přestává klást důraz na herní zážitek a místo toho se firmy předhání ve vývoji nových technologií. Představení Private Eye ho ovšem natolik nadchne, že se rozhodne ve firmě setrvat a podílet se na vývoji nové konzole pod krycím jménem VR32.
Při vyvíjení byl ponechán LED display pro svou schopnost vytvořit lepší černou než LCD (LCD požívá backlight, takže i při zobrazení černé část světla uniká), což bylo důležité pro pohlcení hráče do herního zážitku. Původní vize konzole měla zahrnovat headtracking a volný pohyb s konzolí, avšak z tohoto plánu muselo sejít hned z několika důvodů:
- radiace – 32bitový procesor byl hned za displayem, tedy jen pár centimetrů od hráčovy hlavy a škodlivé působení elektromagnetického pole na mozek (tím spíše na mozek dítěte) ještě nebylo jasně dokázáno[10]
- tíha – kvůli obavám z radiace tedy musel být celý procesor obalen železným plátem a tím se výrazně zvedla tíha brýlí
- latence – problém se kterým se VR konzole potýkají dodnes[14], stejně jako u původního modelu se nedokázala vyřešit otázka latence, která hráčům způsobovala bolesti hlavy a závratě
- právní postihy – možné úrazy spojené s používáním konzole a volným pohybem

Ke konzoli se tedy připojil držák a měla sloužit pouze k hraní na stole nebo na jiném pevném a rozhodně nepohyblivém povrchu.

#### Virtual Boy
Když byl základní systém zaveden, Gunpei Yokoi a jeho tým začali systém dolaďovat. Finální verzi konzole však negativně ovlivnila i situace na trhu. V roce 1994 se vydali dvě next-gen konzole: Sega Saturn a Sony PlayStation a ihned se staly hity. Prezident Nintenda Hiroshi Yamauchi chtěl nový hardware co nejdříve a ze strany vedení byl cítit tlak co nejrychleji vydat Nintendo 64 a převzít zpět od Segy post jedničky na trhu. Bylo jasné, že systém nebyl připraven ke spuštění, ale Gunpei Yokoi neměl na výběr. Virtual Boy byl veřejnosti představen v listopadu 1994 a vydán 21. července 1995 v Japonsku a 16. srpna 1995 v Severní Americe.